# Hugo Boss (IMOCA, 2019)
Pour les articles homonymes, voir Hugo Boss (IMOCA).
Hugo Boss, septième Imoca du nom, est un voilier monocoque de 60 pieds conçu pour la course au large, mis à l'eau le 4 août 2019. Il est barré par le Britannique Alex Thomson. En octobre 2021, il est vendu à un mécène suisse pour être confié au skipper Alan Roura. En mars 2022, il devient Hublot.

## Conception et historique

### Hugo Boss, barré par Alex Thomson

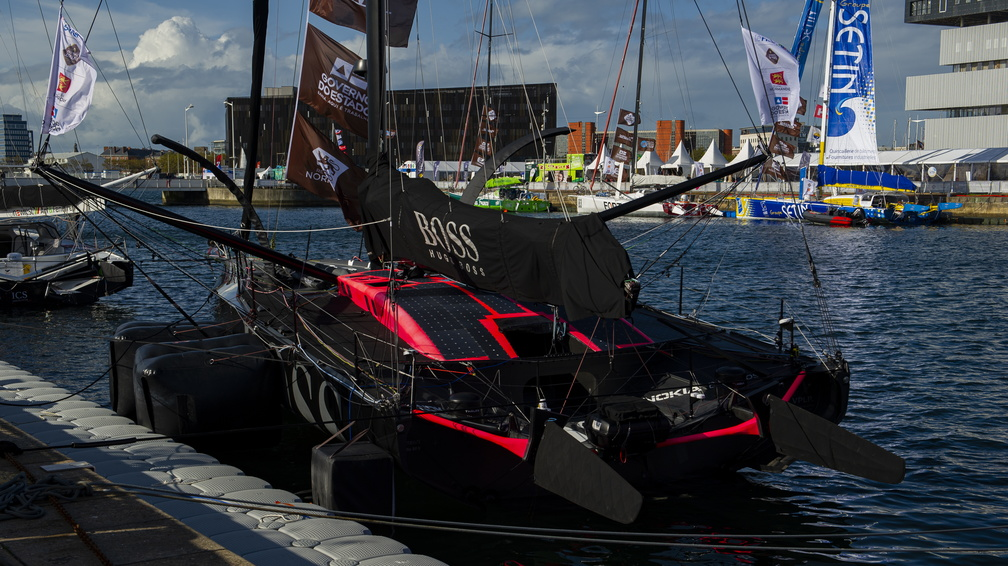
Hugo Boss au Havre avant le départ de la Transat Jacques-Vabre 2019.

Mis à l'eau le 4 août 2019, le bateau est le septième monocoque à porter les couleurs de l'entreprise Hugo Boss,.
Issu d'un travail collaboratif entre les équipes d'Alex Thomson Racing et de VPLP, le voilier a spécialement été conçu pour le Vendée Globe 2020-2021.
Deuxième monocoque à foils de deuxième génération (après Charal), il se distingue notamment par son cockpit entièrement fermé, conçu pour s'adapter au mieux aux conditions du Vendée Globe et aux vitesses atteintes par le navire.
Le 27 octobre 2019, Alex Thomson et Neal McDonald (en) prennent le départ de la Transat Jacques-Vabre, première course du monocoque. Le 3 novembre au matin, le voilier heurte un objet flottant non identifié, contraignant l'équipage à abandonner la course, puis à se défaire de la quille, qui risque d'endommager le bateau,.
Réparé, Hugo Boss est remis à l'eau en mars 2020. Le 12 juin, Thomson annonce qu'il ne prendra pas le départ de la course Vendée-Arctique-Les Sables-d'Olonne. Il invoque des raisons de calendrier, de contraintes sanitaires dues à la pandémie de covid-19 et de risque de mener son bateau jusqu'au cercle arctique, à quatre mois du Vendée Globe. Ce qui est primordial à ses yeux, dans sa préparation, est « la qualité du temps sur l'eau. »
Alors qu'il est en deuxième position sur la course du Vendée Globe 2020-2021, dans l'Atlantique Sud, Alex Thomson détecte des dommages structurels sur une poutre longitudinale à l’avant d'Hugo Boss, obligeant à ralentir plus de trois jours, le temps d'effectuer des travaux de consolidation. Après quelques jours de reprise de la course, le 27 novembre 2020, un choc avec un objet flottant non identifié endommage le safran tribord. Thomson ne peut le réparer. Le lendemain, il déclare abandonner le Vendée Globe.

### Hublot, barré par Alan Roura

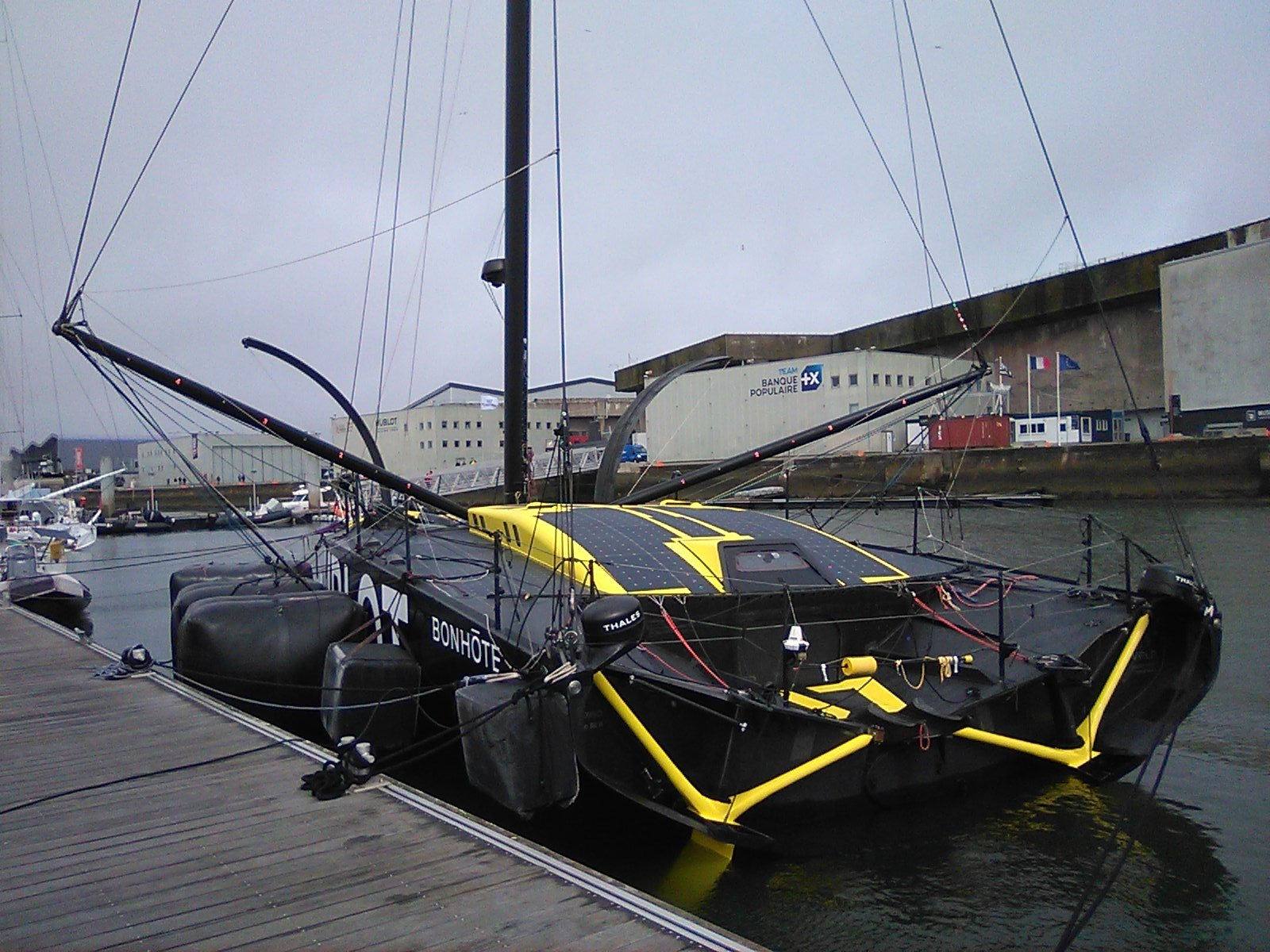
Hublot à Lorient en avril 2022.

En octobre 2021, le bateau est acheté par un mécène suisse qui le met à la disposition du skipper Alan Roura,. Le 4 décembre, il s'amarre à Lorient, son nouveau port d'attache. En mars 2022, il devient Hublot, du nom du sponsor qui va couvrir les frais de fonctionnement, l'horloger suisse Hublot. Le 6 avril, il est mis à l'eau dans ses nouvelles couleurs.

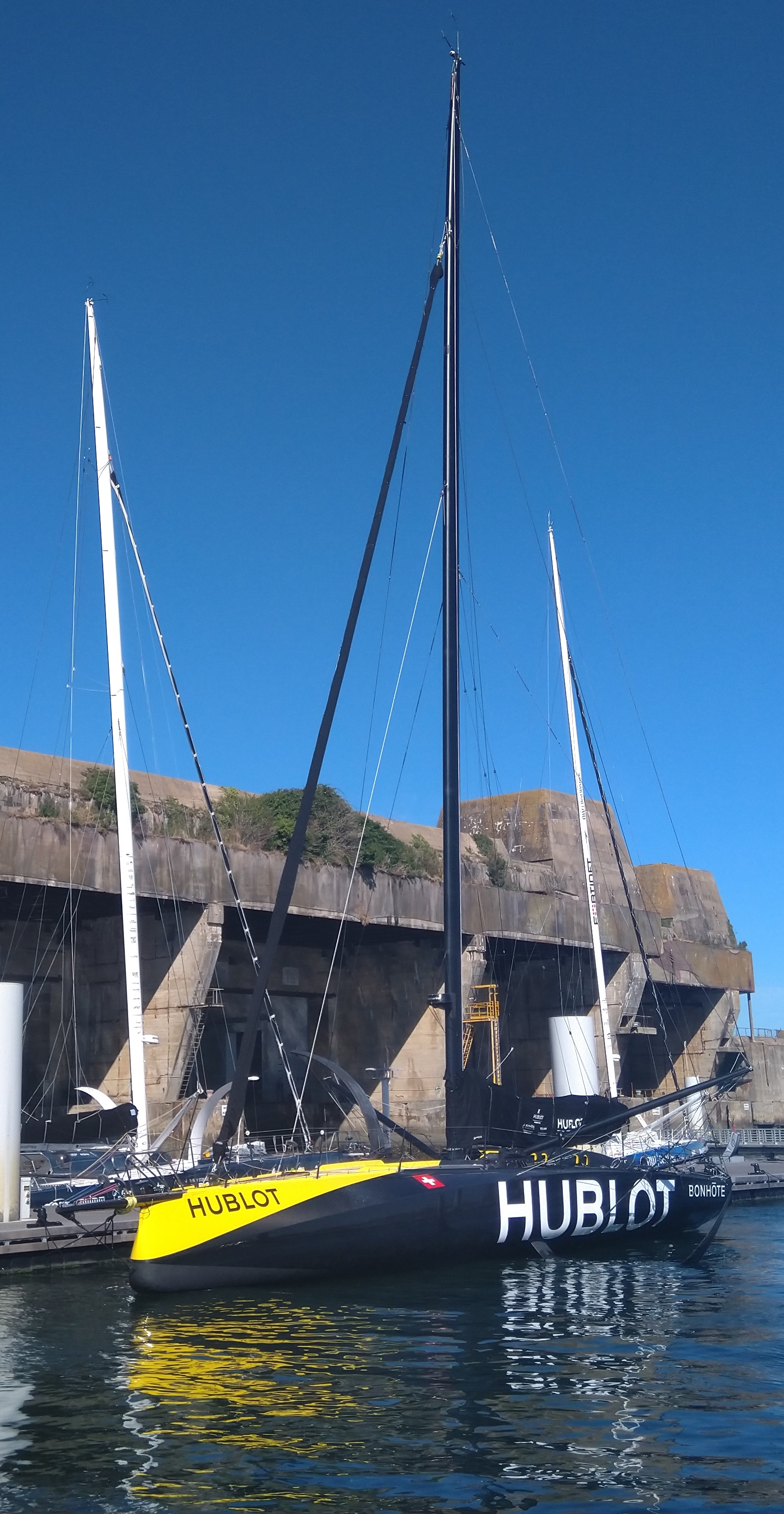
Hublot à Lorient en juillet 2022.

Les résultats de l'année 2022 ne sont pas à la hauteur des attentes de Roura. Hublot termine 15e sur 24 dans la Bermudes 1000 Race, 7e sur 25 dans la Vendée-Arctique, 13e sur 24 dans les 48 Heures Solo du Défi Azimut. En novembre, dans la Route du Rhum, il termine 21e sur 38 Imoca. À l'arrivée, Roura ne cache pas sa frustration :

« Ce résultat est une grosse déception, c’est dur, je sens qu’il y a un truc qui n’est pas fini. J’ai passé des heures et des heures à essayer de comprendre, à changer de voiles, à essayer des réglages... Je bute, je n’ai pas le mode d’emploi dans certaines conditions […] C'est un bateau, il  faut vraiment l'apprendre […] Au près, j’ai presque sauvé les meubles, mais au portant ça n’a pas bien marché […] Les alizés n’étaient pas très bien établis, la mer était formée : le bateau n’a pas volé une seule fois au portant, il était sous l’eau tout le temps. Je n’ai pas vraiment vu son potentiel […] Ces bateaux sont brusques, difficiles et pour aller vite il faut vraiment trouver la petite chose. »

Après un chantier d'hiver, Hublot est remis à l'eau le 6 mars 2023. En avril, Roura s'entraîne à son bord au large de Cascais. Alex Thomson se joint à lui pendant trois jours. À diverses reprises, en cours d'année, des techniciens du Team de Thomson ayant participé à la conception du bateau vont venir naviguer à son bord pour livrer un diagnostic.
En mai, barré par Roura et Simon Koster, Hublot termine 8e sur 13 dans la Bermudes 1000 Race. En juillet, Roura et Koster se classent 17es sur 29 Imoca dans la Fastnet Race. En septembre, dans les 48 heures du Défi Azimut, ils sont 18es sur 33. En novembre, dans la Transat Jacques-Vabre, ils sont 19es sur 40 Imoca,. Dans le Retour à la Base, course en solitaire Fort-de-France-Lorient, Roura termine 15e sur 32. L'année 2023, où il a beaucoup navigué en double avec Simon Koster, prouve à Roura que les performances décevantes viennent en bonne partie du bateau :

« Simon est un sacré régatier et un sacré marin, il fait 2e à la Transat Jacques-Vabre et 4e à la Route du Rhum en Class40, et quand on se retrouve tous les deux en Imoca, on a tout de même de la peine à faire marcher notre bateau. Autrement dit : le problème ne vient pas directement de moi, ou du moins pas que de moi. »

Dans une flottille d'Imoca neufs et d'Imoca anciens optimisés, à l'étrave spatulée, aux foils polyvalents permettant de voler au près par 15 nœuds de vent, Hublot détonne, car il n'a subi aucune modification structurelle depuis 2019. Il a toujours ses foils en C conçus pour le portant, sa carène pour mer plate et conditions légères, son étrave « classique » qui se fait aspirer dans l'eau, provoquant des enfournements qui ralentissent le bateau et rendent la vie à bord difficile. Le chantier de l'hiver 2023-2024 fournit l'occasion de le doter à son tour d'une étrave spatulée. Comme les foils sont implantés très en arrière, il faut changer considérablement la ligne du bateau. Le but est de « rebondir au-dessus de l'eau tout en gardant de la puissance ». Le dessin des modifications revient à VPLP, qui a conçu le bateau. La construction du nouveau fond de coque est confiée au chantier Magma, à Questembert. En ce qui concerne un remplacement des foils, il est remis à plus tard pour des raisons budgétaires.

## Palmarès

### 2019-2021.Hugo Boss– Alex Thomson
- 2019. Abandon dans la Transat Jacques Vabre
- 2020. Abandon dans le Vendée Globe 2020-2021
- 2021. 10e de la Rolex Fastnet Race, barré par Alex Thomson et Ollie Heer[28]

### Depuis 2022.Hublot– Alan Roura
- 2022
  - 15e sur 24 dans la Guyader Bermudes 1000 Race[15]
  - 7e sur 25 dans la Vendée-Arctique[16]
  - 13e sur 24 dans les 48 Heures Solo du Défi Azimut[17]
  - 21e sur 38 Imoca dans la Route du Rhum[18]

- 2023
  - 8e sur 13 dans la Bermudes 1000 Race, barré par Alan Roura et Simon Koster[23]
  - 17e sur 29 Imoca dans la Fastnet Race, barré par Roura et Koster[24]
  - 18e sur 33 dans les 48 heures du Défi Azimut, barré par Roura et Koster[21]
  - 19e sur 40 Imoca dans la Transat Jacques-Vabre, barré par Roura et Koster[25],[21]
  - 15e sur 32 dans le Retour à la Base[26]

- 2025
  - 18e sur 40 du Vendée Globe[29]